# Penaoola madida
Penaoola madida là một loài nhện trong họ Amphinectidae. Loài này phân bố ở Nam Úc.